# Comuna Skrad, Primorje-Gorski kotar
Skrad este o comună în cantonul Primorje-Gorski kotar, Croația, având o populație de 1.062 de locuitori (2011).

## Demografie
Componența etnică a comunei Skrad
     Croați (97,83%)
     Sârbi (1,13%)
     Necunoscut (0,56%)
     Neclasificat (0,38%)
Componența confesională a comunei Skrad
     Catolici (93,13%)
     Fără religie și atei (3,2%)
     Necunoscută (2,07%)
     Alte religii (1,6%)
Conform recensământului din 2011, comuna Skrad avea 1.062 de locuitori. Din punct de vedere etnic, majoritatea locuitorilor (97,83%) erau croați, cu o minoritate de sârbi (1,13%). Apartenența etnică nu este cunoscută în cazul a 0,56% din locuitori. Din punct de vedere confesional, majoritatea locuitorilor (93,13%) erau catolici, cu o minoritate de persoane fără religie și atei (3,2%). Pentru 2,07% din locuitori nu este cunoscută apartenența confesională.